# サルバ・フェレール
サルバドール・フェレール・カナルス（Salvador Ferrer Canals, 1998年1月21日 - ）は、スペイン・カタルーニャ州バルセロナ県サン・ジョアン・サモラ出身のサッカー選手。スペツィア・カルチョ所属。ポジションはDF。

## クラブ経歴
RCDエスパニョールのカンテラなどを経て、2017年にジムナスティック・タラゴナと2年契約を締結。傘下のCFポブラ・デ・マフメトに送られテルセーラ・ディビシオン (4部リーグ)でプロキャリアを開始。翌年トップチームに昇格。10月8日のカディスCF戦でトップチーム初出場。以降トップチームに定着し、2018-19シーズンはセグンダ・ディビシオンで21試合に出場。
2019年8月12日、スペツィア・カルチョとの契約を発表。加入1年目の2019-20シーズンはセリエBで33試合に出場。チームは3位で終え、昇格プレーオフを勝ち抜き、初のセリエA昇格に貢献。初のトップリーグとなった2020-21シーズンは18試合に出場し、セリエA残留に貢献した。